# Luchthaven Amboseli
Luchthaven Amboseli (IATA: ASV, ICAO:HKAM) is een luchthaven in Amboseli, Kenia.

## Luchtvaartmaatschappijen en bestemmingen
- Airkenya Express - Nairobi-Wilson